# ブライアン・スミス (レーサー)

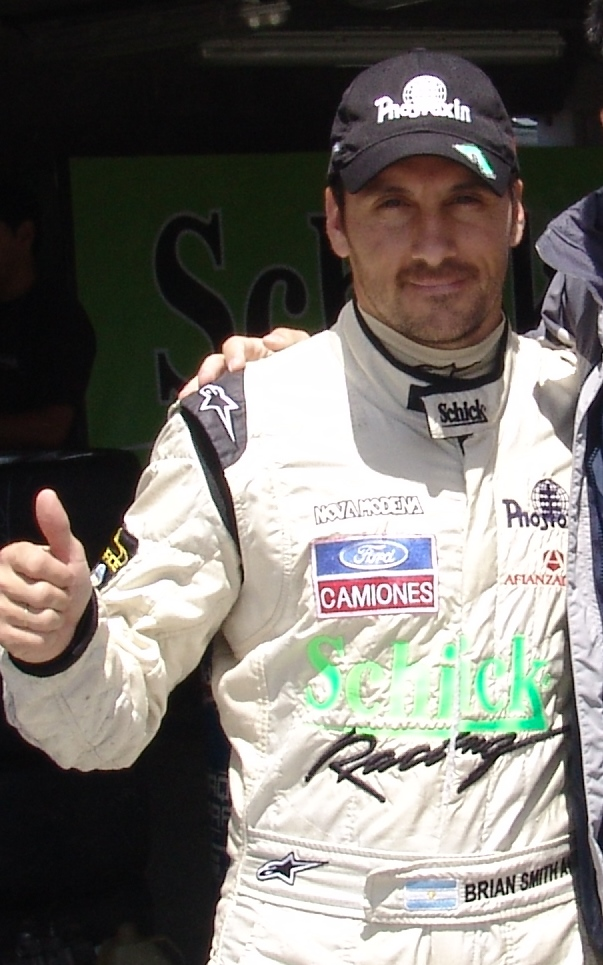
ブライアン・スミス。2012年撮影。

ブライアン・スミス（Brian Smith、 1975年4月22日-）は、アルゼンチンのレーシングドライバー。

## 経歴
スミスは1993年にアルゼンチンのフォーミュラ・ルノーでカーレースのキャリアを始める。1年後にこのシリーズのチャンピオンを獲得した。後年、マスターズF3、マカオグランプリ、イギリスF3 、国際F3000 、アルゼンチンツーリングカー、ワールドシリーズ・バイ・ニッサン、TC2000アルゼンチン選手権、などで活躍した。